# Иванко (царь Болгарии)
Иванко — царь болгар, узурпатор. Организовал заговор и убил царя Ивана Асеня I в 1196 году, после чего на короткое время занял болгарский престол. Опасаясь мести брата Ивана Асеня, Петра бежал в Византию, где женился на внучке императора Алексея III Ангела и получил в управление Пловдивскую область. В 1197 году Калоян заключил с ним союз ради борьбы с византийцами. В 1198 году был взят византийцами в плен.